# Tom Gehrels

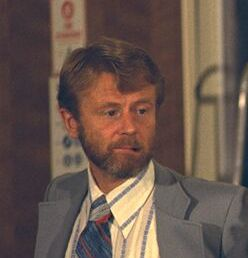
Tom Gehrels (1974)

Anton Marie Jacob (Tom) Gehrels (* 21. Februar 1925 in Haarlemmermeer; † 11. Juli 2011 in Tucson) war ein in den Niederlanden geborener Astronom, der in den USA, seit 1961 an der University of Arizona, tätig war.

## Werdegang
Er war am Aufbau des Spacewatch-Programmes zum Auffinden erdnaher Asteroiden (NEO = Near Earth Object) beteiligt.
Gehrels entdeckte mehrere Kometen, darunter 64P/Swift-Gehrels, 78P/Gehrels, 82P/Gehrels, und 90P/Gehrels.
Er war außerdem an der Entdeckung von über 4329 Asteroiden beteiligt, darunter die Apolloasteroiden (1864) Daedalus und (5011) Ptah, der Amorasteroid (4587) Rees, sowie mehrere Asteroiden aus der Gruppe der Trojaner.
Der Asteroid (1777) Gehrels ist nach ihm benannt.
Den größten Teil seiner späteren Entdeckungen machte er gemeinsam mit dem Astronomenehepaar Cornelis Johannes van Houten und Ingrid van Houten-Groeneveld im Rahmen des Palomar-Leiden-Survey. Dabei machte Gehrels umfangreiche Himmelsaufnahmen mit der 48’’-Schmidtkamera des Mount Palomar-Observatoriums. Die fotografischen Platten wurden in die Niederlande verschifft und an der Universität Leiden zur Bestimmung von Asteroiden ausgewertet. 
Während des Zweiten Weltkrieges war Gehrels Mitglied des niederländischen Widerstandes, floh nach London und arbeitete für den britischen Geheimdienst Special Operations Executive.
Tom Gehrels ist der Vater von Neil Gehrels.

## Veröffentlichungen
- On the Glassy Sea: An Astronomer’s Journey, Tom Gehrels, ISBN 0-88318-598-9
- A review of comet and asteroid statistics, Tom Gehrels, Earth Planets Space, 51, 1999 (PDF)